# 張耀仁
張耀仁（1975年9月15日－），台灣小說家、散文家。現任國立屏東大學科學傳播學系專任副教授。

## 生平簡歷
輔仁大學大眾傳播研究所碩士、國立政治大學新聞研究所博士，曾獲得林榮三文學獎、第三屆全國大專學生文學獎金榜、竹塹文學獎、府城文學獎等多個獎項。
2003年至2005年間曾與王聰威、高翊峰、李崇建、李志薔、甘耀明、許榮哲、伊格言共同組成「小說家讀者」（又稱「8P」）。2005年由印刻出版社出版第一本短篇小說集《之後》，2010年由九歌出版社出版第二本短篇小說集《親愛練習》，是台灣第一本以外籍看護作為描述對象的小說集，獲得國家文化藝術基金會創作暨出版補助，並獲得行政院文化建設委員會文學好書推廣。2012年由九歌出版社出版第一本散文集《最美的，最美的》，封面採用幾米繪圖，共分三輯，描述青春也描述愛情，並且描述文學。2014年由九歌出版社出版第三本短篇小說集《死亡練習》，由文學大師黃春明親自撰文推薦，延續《親愛練習》關注新住民（原稱：外籍新娘）之議題。2020年由五南圖書出版社出版《臺灣報導文學傳播論：從「人間副刊」到《人間》雜誌》，本書榮獲2015年國立臺灣文學館年度傑出博士論文。2021年由小鯨生活文創出版社出版《網紅．假新聞．偽科學：媒體素養必須知道的20堂課》，本書符合108課綱核心素養項目之「科技資訊與媒體素養」。

## 外部連結
- 用一個故事來換
- 小說家張耀仁 （页面存档备份，存于）
- 親愛練習 （页面存档备份，存于）